# César-François Cassini de Thury
César-François Cassini de Thury III., francoski astronom in geograf, * 17. junij 1714, Thury pri Clermontu, Oise, Francija, † 4. september 1784, Pariz, Francija.

## Življenje in delo
César-François je bil sin Jacquesa. 1744 je začel izdelovati velik topografski zemljevid Francije, ki je izšel leta 1746 in 1747 na 18. listih v merilu 1:870.000. Leta 1756 je nasledil očeta na Observatoriju v Parizu.
Leta 1748 se mu je rodil sin Jean-Dominique, ki je bil tudi astronom.
Observatorij v Parizu je leta 1771 postal neodvisna ustanova od Francoske akademije znanosti (Académie des sciences). César-François je bil med letoma 1756 in 1784 njegov tretji predstojnik. Nasledil ga je sin Jean-Dominique.
Glavna njegova dela so:
- La méridienne de l’Observatoire Royal de Paris (1744),
- Description géometrique de la terre (1775),
- Description géometrique de la France (1784).